# Tommaso Pollace
Tommaso Pollace, né à Palerme en 1748 et mort en 1830 à Caltanissetta, est un peintre italien.

## Biographie
Formé à Palerme dans le groupe de Vito d'Anna, ses premiers tableaux sont pour l'Église-Mère d'Alcamo. En 1782, il commence à peindre dans un atelier à Termini Imerese pour les églises de Palerme et la Marchese di Santa Croce, pour son palais de la Via Maqueda, et sa Villa di Mezzomonreale, maintenant un hôpital militaire. Pollace peint un Martyre de Saint Jean l'Évangéliste de l'église de Santa Maria di Gesù à Petralia Soprana. Toutefois, la concurrence à Palerme de Francesco Manno, lnterguglielmi, et Grano le conduit à obtenir des commandes au 19e siècle à Scicli, Modica, Ragusa, Mazzarino, Barrafranca, Gangi, Agira, et à San Cataldo.